# 아세안 경제 공동체

아세안 경제 공동체

아세안 경제 공동체(ASEAN Economic Community, 약칭 AEC)는 동남아시아 국가 연합 회원국 10개국으로 구성된 경제 공동체이며, 지역 경제 통합을 목적으로 물류와 인적 자원의 자유로운 이동을 근간으로 삼고 있다. 1997년부터 동남아시아 국가 연합의 정상들에 의해 아세안 경제 공동체의 설립이 본격적으로 논의되었으며, 2015년 11월 22일 쿠알라룸푸르에서 아세안 경제 공동체의 발족에 서명해 2015년 12월 31일 정식으로 출범되었다.